# Lisa Linnertorp
Lisa Linnertorp (13 december 1978) is een Zweedse actrice.

## Biografie
Linnertorp werd geboren als zus van actrice Ida en acteur Karl, en is getrouwd met acteur Martin Wallström. Zij studeerde in 2008 af aan de toneelschool in acteren.
Linnertorp begon in 2005 met acteren in de Zweedse televisieserie En decemberdröm, waar zij in 8 afleveringen speelde. Hierna speelde zij in nog meerdere televisieseries en films, zoals Kontoret (2012-2013) en The Bridge (2018).

## Filmografie

### Films
Uitgezonderd korte films.
- 2013 Fjällbackamorden: Vänner för livet - als Marianne
- 2012 Hinsehäxan - als Dagny
- 2009 Stenhuggaren - als Jeanette Lind

### Televisieseries
Uitgezonderd eenmalige gastrollen.
- 2019 Hidden: Förstfödd - als Abrahamsson - 7 afl.
- 2018 Sthlm Rekviem - als Johanna - 4 afl.
- 2018 The Bridge - als Sofie - 7 afl.
- 2017 Vår tid är nu - als Ursula - 3 afl.
- 2015 Arne Dahl: En midsommarnattsdröm - als Jeanette Meyer - 2 afl.
- 2012-2013 Kontoret - als - 12 afl.
- 2013 Familjen Holstein-Gottorp - als Tova - 2 afl.
- 2012 Torka aldrig tårar utan handskar - als Elisabeth - 2 afl.
- 2005 En decemberdröm - als Bentley - 8 afl.